# Asura parallina
Asura parallina là một loài bướm đêm thuộc phân họ Arctiinae, họ Erebidae.